# Strażnica WOP Złoty Stok
Strażnica Wojsk Ochrony Pogranicza Reichenstein/Złoty Stok – zlikwidowany podstawowy pododdział Wojsk Ochrony Pogranicza pełniący służbę graniczną na granicy polsko-czechosłowackiej.
Strażnica Straży Granicznej w Złotym Stoku – zlikwidowana graniczna jednostka organizacyjna Straży Granicznej realizująca zadania bezpośrednio w ochronie granicy państwowej z Czechosłowacją/Republiką Czeską.

## Formowanie i zmiany organizacyjne
Strażnica została sformowana w 1945 w strukturze 49 komendy odcinka jako 229 strażnica WOP (Reichenstein) o stanie 56 żołnierzy. Kierownictwo strażnicy stanowili: komendant strażnicy, zastępca komendanta do spraw polityczno-wychowawczych i zastępca do spraw zwiadu. Strażnica składała się z dwóch drużyn strzeleckich, drużyny fizylierów, drużyny łączności i gospodarczej. Etat przewidywał także instruktora do tresury psów służbowych oraz instruktora sanitarnego.
W związku z reorganizacją oddziałów WOP, 24 kwietnia 1948, 229 strażnica OP Ujazd została włączona w struktury 73 batalionu Ochrony Pogranicza, a 1 stycznia 1951 46 batalionu WOP w Paczkowie, który funkcjonował do 1956.
Od 15 marca 1954 wprowadzono nową numerację strażnic, a strażnica WOP Złoty Stok otrzymała nr 238 w skali kraju.
W 1956 rozpoczęto numerowanie strażnic na poziomie brygady. Strażnica I kategorii Złoty Stok nr 2 w 52 batalionie WOP w Bystrzycy Kłodzkiej 5 Brygadzie Wojsk Ochrony Pogranicza w Kłodzku.
1 stycznia 1960, po kolejnej zmianie numeracji, strażnica posiadała numer 25 i zakwalifikowana była do kategorii III w 5 Sudeckiej Brygadzie WOP .
W okresie 1959–1961 w strukturach 5 Sudeckiej Brygady Wojsk Ochrony Pogranicza powołano Placówki Wojsk Ochrony Pogranicza (Radków, Pstrążna, Kocioł, Lasówka, Długopole, Nowa Wieś, Stronie Śląskie, Złoty Stok) .
W 1964 występowała jako placówka WOP nr 23 kategorii II.
W 1989, po rozformowaniu Sudeckiej Brygady WOP, Strażnica WOP Złoty Stok weszła w struktury nowo utworzonego Sudeckiego Batalionu WOP w Kłodzku i tak funkcjonowała do 15 maja 1991 jako strażnica kadrowa na czas „P”.
Straż Graniczna:
15 maja 1991 po rozwiązaniu Wojsk Ochrony Pogranicza, 16 maja 1991 strażnica w Złotym Stoku przejęta została przez Sudecki Oddział Straży Granicznej w Kłodzku i przyjęła nazwę Strażnica Straży Granicznej w Złotym Stoku (Strażnica SG w Złotym Stoku) .
Jako Strażnica Straży Granicznej w Złoty Stoku funkcjonowała do 23 sierpnia 2005 i 24 sierpnia 2005 Ustawą z 22 kwietnia 2005 O zmianie ustawy o Straży Granicznej... przekształcona została na Placówkę Straży Granicznej w Złotym Stoku (Placówka SG w Złotym Stoku).

## Ochrona granicy
Placówka WOP Złoty Stok ochraniała odcinek granicy państwowej:
- Włącznie od znaku granicznego nr IV/200[11].

W ochronie granicy dowódcy placówki/strażnicy ściśle współpracowali ze swoimi odpowiednikami tj. naczelnikami placówek OSH (Ochrana Statnich Hranic) CSRS.
Straż Graniczna:
- Komendanci strażnicy współdziałali w zabezpieczeniu granicy państwowej z placówkami po stronie czeskiej cizinecké policie RCPP.

19 lutego 1996 na odcinku strażnicy zostało uruchomione przejście graniczne małego ruchu granicznego, w którym odprawę graniczną i celną osób, towarów i środków transportu wykonywali funkcjonariusze strażnicy:
- Złoty Stok-Bílá Voda.

## Wydarzenia
- 1945 – 12 lipca do miasta przybył kpt. Onufry Szarejko, dowódca 2 batalionu 25 pułku piechoty z 10 DP. Polscy żołnierze zajęli budynek przy wyjeździe z miasta w kierunku Paczkowa i przystąpili do ochrony granicy na tym odcinku[12] .
- 1948 – czerwiec, podczas Święta Przyjaźni Polsko-Czechosłowackiej otwarto w jedną stronę miejscowe przejście graniczne. Przybyło bardzo wielu Czechosłowaków, a ich drużyna rozegrała mecz piłki nożnej[12] .
- 1953 – na szosie do Paczkowa usunięto szlaban i budkę strażnika obok strażnicy WOP[12] .
- 1954 – Wojska Ochrony Pogranicza zaorały i zabronowały pas wzdłuż granicy z Czechosłowacją. Na zainstalowane miny z rakietami świetlnymi wpadło stado owiec Władysława B. Sygnał o zbiorowym przekroczeniu granicy spowodował przybycie w trybie alarmowym żołnierzy z brygady WOP. Władysława B. Kolegium do spraw wykroczeń ukarało ograniczeniem wolności[12] .
- 1957 – tragicznie skończył się pościg ulicami miasta za obywatelem Czechosłowacji, który nielegalnie przekroczył granicę do Polski. Został zastrzelony przez dowódcę strażnicy WOP na pl. Kościelnym. Okazało się, że był to pacjent szpitala psychiatrycznego w Bíláj Vode[12] .
- 1961 – czechosłowacka służba graniczna całkowicie rozebrała nad wapiennikami niszczejącą po wysiedleniu Niemców gospodę „Zur Gucke”[12] .
- 13 grudnia 1981–22 lipca 1983 – (stan wojenny w Polsce), normę służby granicznej dla żołnierzy podwyższono z 8 do 12 godzin na dobę. Ścisłą kontrolą objęto całą strefę nadgraniczną. W stan gotowości były postawione pododdziały odwodowe[13]. Wprowadzono zarządy komisaryczne w gminie i zakładach przejęli oficerowie Wojsk Ochrony Pogranicza z Kłodzka. Obowiązywał również zakaz zgromadzeń powyżej 5 osób[12] .

## Strażnice sąsiednie
- 228 strażnica WOP Ujazd ⇔ 230 strażnica WOP Leuthen – 1946
- 228 strażnica OP Ujazd ⇔ 230 strażnica OP Ludwików – 1949
- 237 strażnica WOP Gościce ⇔ 239 strażnica WOP Ludwików – 15.03.1954
- 1 strażnica WOP Gościce kat. I ⇔ 3 strażnica WOP Ludwików kat. III – 1956
- 26 strażnica WOP Gościce kat. IV ⇔ 24 strażnica WOP Ludwików kat. IV – 1.01.1960
- 1 strażnica WOP Gościce lądowa kat. III ⇔ 22 strażnica WOP Ludwików lądowa kat. IV – 1.01.1964.

Straż Graniczna:
- Strażnica SG w Gościcach ⇔ Strażnica SG w Lądku-Zdroju – 16.05.1991[10] .

## Dowódcy/komendanci strażnicy
Komendanci strażnicy SG:
- Marek Waszczuk[f][14][15].